# Armadillo haedillus
Armadillo haedillus is een pissebed uit de familie Armadillidae. De wetenschappelijke naam van de soort is voor het eerst geldig gepubliceerd in 1968 door Barnard.